# Мішель Вотро
Мішель Вотро (фр. Michel Vautrot; нар. 23 жовтня 1945, Сен-Віт, Франція) — колишній французький футбольний арбітр. Арбітр ФІФА 1975–1990.

## Біографія
Мішель Вотро судив матчі першого французького дивізіону в 1973–1991 роках, а також п'ять фінальних матчів Кубка Франції. 
Обслуговував матчі чемпіонату світу, зокрема два в 1982 та три в 1990, а також чемпіонату Європи в 1984 та 1988 на останньому він судив фінальний матч між збірними Нідерландів та СРСР. Перемогу у матчі з рахунком 2:0 здобула нідерландська збірна.
На клубній європейській арені судив перший фінальний матч Кубка УЄФА 1985 між угорським «Відеотоном» та мадридським «Реалом» 0:3 та фінальний матч Кубка європейських чемпіонів 1985—1986 між «Стяуа» (Бухарест) та «Барселоною», що завершився з рахунком 0:0, основний та додатковий час, а по пенальті з рахунком 2:0 перемогу здобули румуни.
У 1983 судив матч Міжконтинентального кубка між командами «Гамбург» та «Греміу» в якому бразильці здобули перемогу 1:2 в додатковий час.
У 2006 році став кавалером Орденом Почесного легіону.